# Francisco Javier Alegre
Francisco Javier Alegre S.I. (Puerto de Veracruz, Virregnat de Nova Espanya; 12 de novembre de 1729 - Bolonya, 16 d'agost de 1788) fou un jesuïta, filòsof, teòleg, canonista, historiador, geògraf, traductor, creador d'obres de gran interès sobre diversos temes.

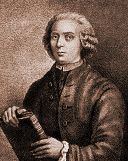
Francisco Javier Alegre

Va estudiar al seminari de San Ignacio, a Puebla i en 1747 va ingressar a la Companyia de Jesús. La seva formació intel·lectual va abastar el coneixement de la cultura clàssica, la filosofia antiga, medieval i moderna, la teologia i les matemàtiques. A més va ser un gran llatinista i va arribar a conèixer bé les llengües grega, hebrea, francesa, italiana i anglesa; també va aprendre nàhuatl.
Va exercir com a professor de gramàtica i humanitats a Mèxic i a Veracruz, i de retòrica i filosofia en l'Havana; en la Reial i Pontifícia Universitat de Mérida de Yucatán va ser mestre de dret canònic de 1760 a 1763. També a Mérida (Mèxic) va fer la seva "professió solemne" (quart vot) el 1763. El 1764, cridat de tornada a Mèxic al Col·legi de Sant Ildefons per integrar-se al grup que definiria la reforma dels estudis, se'l va comissionar per escriure la Historia de la provincia de la Compañía de Jesús de Nueva España que havia estat iniciada al segle XVII pel pare Francisco de Florencia.
Després de l'expulsió dels jesuïtes en 1767, se li van confiscar els seus escrits. Així com els seus altres companys jesuïtes, Francisco Javier va ser portat presoner (acusat d'alta traïció al rei) i exiliat als Estats Pontificis; a ell li va tocar residir a la ciutat de Bolonya, on va escriure la major part de les seves obres.
La seva Historia de la provincia de la Compañía de Jesús de Nueva España es va publicar a Mèxic en 1841-1842, i destaca pel seu acurat estil i per l'extensa recopilació de dades sobre l'evangelització de Mèxic duta a terme pels missioners jesuïtes i sobre la història dels seus col·legis.
A més de traduir l'art poètica de l'escriptor francès Nicolas Boileau, Alegre va redactar un tractat sobre l'art retòrica i una epopeia en llatí titulada Alexandriada (1749), sobre la conquesta de Tir per Alexandre el Gran. També va ser autor d'una versió en versos llatins de la Ilíada d'Homer titulada Homeri illias llatí carmine expressa (1776), i d'una Carta geográfica del hemisferio mexicano, que va mostrar als erudits europeus aspectes desconeguts del continent americà.
Francisco Javier Alegre va morir a Bolonya en 1788